# Süntanrek
A süntanrek vagy nagy süntanrek (Setifer setosus) az emlősök (Mammalia) osztályának az Afrosoricida rendjébe, ezen belül a Tenrecomorpha alrendjébe, a tanrekfélék (Tenrecidae) családjába és a Tenrecinae alcsaládjába tartozó faj.
A süntanrek a Setifer nem egyetlen faja.

## Elterjedése
Madagaszkár szigetének északi és keleti felén található száraz erdőségek lakója.

## Megjelenése
Bár megjelenésében igen emlékeztet a sünfélék családjának tagjaira, ez csak a konvergens evolúció egyik példája, nem áll közelebbi rokonságban velük.
Az állat hossza 15 – 22 centiméter, rövid farka csak 1,5 centiméteres, testtömege 180 – 270 gramm; a nőstény kisebb a hímnél. 
Hátán módosult szőrökből álló tüskéket visel. Tüskék fedik az állat teljes hátát a tarkótól egészen a farokig, sőt a fej egy része is tüskékkel borított. A tüskék barna színűek, hegyük fehér.
Pofája, lábai és hasa tüskementes, ezeket finom tapintású szőr fedi. Szemei viszonylag fejletlenek, mivel nem elsősorban a látásával tájékozódik. Hosszú orra körül jól fejlett, hosszú bajuszszálak láthatóak, melyeknek fontos szerepe van a tapintásban.

## Életmódja
A farkatlan tanrek éjszaka aktív, és túlnyomórészt magányos életmódú. A nappalt saját maga által ásott föld alatti odúban tölti.
Veszély esetén képes összegömbölyödni, így védve könnyen támadható hasát. Ez a védekezésmód emlékeztet a sünfélék védekezésére, mivel azok is tüskés golyóvá gömbölyödnek veszély észlelésekor.
Általában lassan bóklászva halad. Ha szükséges, fel tud kúszni a fákra, vagy bokrokra is, ám ott nem különösebben ügyes.
Elterjedési területének egy részén a táplálékszegény időszakot odujába húzódva alvással tölti.
Tápláléka főként rovarokból áll, de kisebb emlősök, hüllők, gyümölcsök és dögök is szerepelnek étlapján.

## Szaporodása
Az ivarérettséget egyéves korban éri el. A párzási időszak szeptember és október között van. A vemhesség 50 – 70 napig tart (melegebb égövön rövidebb ideig vemhes), ennek végén 3 – 5 egyed jön a világra. Az elválasztás egy hónap múlva következik be.
Fogságban a legtovább 13 évig élt (a http://www.hazisuni.hu tenyészetnél) egy süntanrek.

## Természetvédelmi helyzete
A süntanrek eléggé kultúra követő faj, emberi települések környékén, kertekben és szántóföldeken is előfordul. Jelenleg a faj „nem fenyegetett”-ként van nyilvántartva a Természetvédelmi Világszövetség Vörös Listáján.

## Fordítás
- Ez a szócikk részben vagy egészben  a   Großer Igeltenrek című német Wikipédia-szócikk ezen változatának fordításán alapul.  Az eredeti cikk szerkesztőit annak laptörténete sorolja fel. Ez a jelzés csupán a megfogalmazás eredetét és a szerzői jogokat jelzi, nem szolgál a cikkben szereplő információk forrásmegjelöléseként.